# Titiyo
Titiyo Yambalu Felicia Jah (23 de julio de 1967) es una cantante y compositora sueca de música pop, que ha sido galardonada en cuatro ocasiones con los Grammis suecos.

## Biografía

### Juventud
Titiyo nació en Estocolmo, Suecia, de Amahdu Jah, un batería  sierraleonés, y Maylen Bergström. Es medio hermana de la cantante Neneh Cherry y hermanastra de Eagle-Eye Cherry. Creció en Solna.

### Carrera

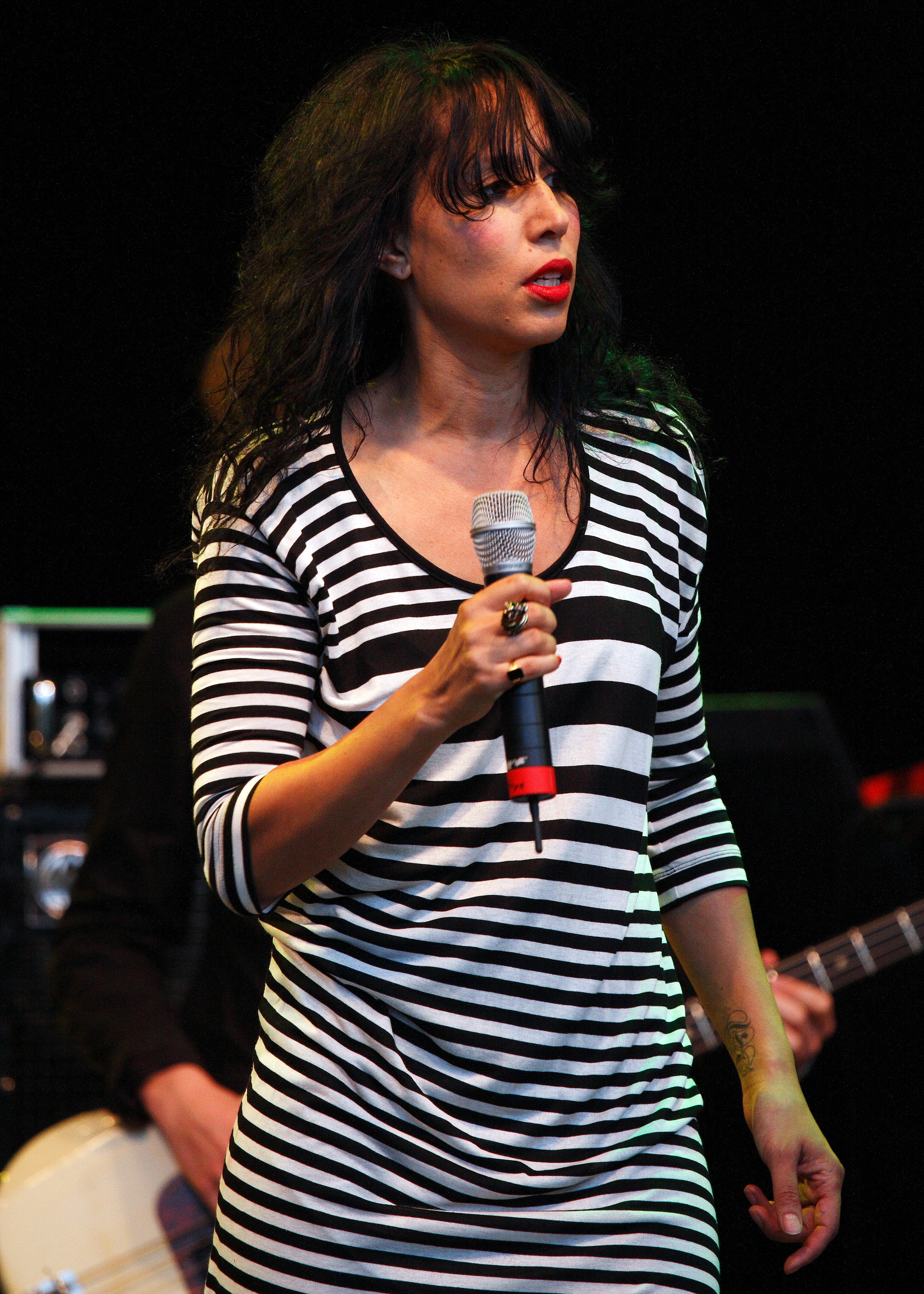
Titiyo en Skellefteå 2008.

Titiyo descubrió sus habilidades para el canto cuando su hermana mayor la invitó a cantar con ella en un estudio de Londres. Formó su propia banda en 1987 actuando en el circuito de Estocolmo y firmando con la sello local, Telegram, en 1989. Cantó coros para un amplio número de artistas suecos incluyendo a Army of Lovers y Jakob Hellman. En 1989 Titiyo editó su álbum debut homónimo alcanzando el puesto #3 en Suecia, reeditado en Estados Unidos por Arista, convirtiéndose en una de las contribuciones del R&B sueco que alcanzó ese país durante los noventa. El sencillo My Body Says Yes fue un éxito en Norteamérica y Talking To The Man in the Moon alcanzó el puesto #6 en las listas suecas; su siguiente sencillo, After the Rain, se posicionó en el número #13.
Titiyo hizo un paréntesis de dos años y regresó en 1993 con la versión del éxito de Aretha Franklin Never Let Me Go (#25 en Suecia), más tarde incluido en su segundo álbum This is Titiyo. Los remixes de algunas de sus canciones alcanzaron cierta notoriedad en los clubes londinenses. Su tercer disco, Extended (publicado por el sello sueco Diesel Music), vio la luz en 1997, dando lugar al éxito Josefin Dean.
En 2001, Titiyo revitalizó su carrera con su cuarto álbum de estudio Come Along (también con Diesel Music, y publicado en Estados Unidos en 2002), del que surgió el sencillo homónimo de éxito internacional. Producido por Peter Svensson (The Cardigans) y Joakim Berg (Kent), tanto el álbum como el sencillo presentación se hicieron con el número uno en las listas de éxitos suecas, mientras que el sencillo fue un éxito en varios países europeos incluyendo Francia, Alemania, Suiza y los Países Bajos. El segundo sencillo del álbum, 1989, no llegó al nivel de éxito de su predecesor pero alcanzó el top-30 de las listas francesas.
Tras una larga pausa, Warner Music editó un grandes éxitos llamado Best of Titiyo en 2004, en el que se incluían dos nuevas canciones. Una de ellas, Loving Out of Nothing, se registró en el top-20 en Suecia a principios del 2005.
En la primavera de 2008, Titiyo colaboró en el sencillo de Kleerup Longing for Lullabies. Lanzado en abril de 2008 en Escandinavia, el sencillo alcanzó el top 20 en Dinamarca y el top 10 en Suecia.
Titiyo publicó su quinto álbum, Hidden, con el sello sueco independiente Sheriff a finales de 2008. En el álbum aparece principalmente material propio así como colaboraciones con Kleerup, Moto Boy, y Goran Kajfes de Oddjob.

## Vida personal
Titiyo tuvo a su hija Femi en 1992. El padre de Femi es el productor musical Magnus Frykberg.

## Discografía

### Álbumes
- Titiyo (1990) (#3, SWE)
- This Is... (1993) (#1, SWE)
- Extended (1997) (#27, SWE)
- Come Along (2001) (#1, SWE)
- Hidden (2008) (#18, SWE)
- 13 Gården (2015) (#5, SWE)

### Recopilatorios
- Best of (2004) / A Collection of Songs (2006) (#32, SWE)
- 'Collection (2013) (#54, SWE)

### Sencillos
| Año  | Sencillo                                                            | Álbum                                       | Posición en listas de éxitos | Posición en listas de éxitos | Posición en listas de éxitos | Posición en listas de éxitos | Posición en listas de éxitos | Posición en listas de éxitos | Posición en listas de éxitos | Posición en listas de éxitos | Posición en listas de éxitos | Posición en listas de éxitos |
| Año  | Sencillo                                                            | Álbum                                       | SWE                          | BE-FL                        | BE-WA                        | DEN                          | FRA                          | GER                          | NLD                          | SWI                          | UK                           | US                           |
| ---- | ------------------------------------------------------------------- | ------------------------------------------- | ---------------------------- | ---------------------------- | ---------------------------- | ---------------------------- | ---------------------------- | ---------------------------- | ---------------------------- | ---------------------------- | ---------------------------- | ---------------------------- |
| 1989 | "Man in the Moon"                                                   | Titiyo                                      | 6                            | —                            | —                            | —                            | —                            | —                            | —                            | —                            | —                            | —                            |
| 1989 | "After the Rain"                                                    | Titiyo                                      | 13                           | —                            | —                            | —                            | —                            | —                            | —                            | —                            | 60                           | —                            |
| 1990 | "Flowers"                                                           | Titiyo                                      | —                            | —                            | —                            | —                            | —                            | —                            | —                            | —                            | 71                           | —                            |
| 1991 | "My Body Says Yes"                                                  | Titiyo                                      | —                            | —                            | —                            | —                            | —                            | —                            | —                            | —                            | —                            | 42                           |
| 1993 | "Never Let Me Go"                                                   | This Is                                     | 25                           | —                            | —                            | —                            | —                            | —                            | —                            | —                            | —                            | —                            |
| 1994 | "Tell Me (I'm Not Dreaming)"                                        | This Is                                     | —                            | —                            | —                            | —                            | —                            | —                            | —                            | —                            | 45                           | —                            |
| 1995 | "It Should Have Been You" (Blacknuss feat. Jennifer Brown & Titiyo) | Blacknuss Allstars (Blacknuss album)        | —                            | —                            | —                            | —                            | —                            | 80                           | —                            | —                            | —                            | —                            |
| 1996 | "We Vie" (Stakka Bo & Titiyo with Fleshquartet and Nåid)            | jr. (Stakka Bo album)                       | 10                           | —                            | —                            | —                            | —                            | —                            | —                            | —                            | —                            | —                            |
| 2001 | "Come Along"                                                        | Come Along                                  | 3                            | 17                           | 35                           | 7                            | 13                           | 11                           | 20                           | 22                           | —                            | —                            |
| 2001 | "1989"                                                              | Come Along                                  | —                            | 56                           | 43                           | —                            | 23                           | —                            | 88                           | 83                           | —                            | —                            |
| 2004 | "Lovin' Out of Nothing"                                             | Best of / A Collection of Songs             | 17                           | —                            | —                            | —                            | —                            | —                            | —                            | —                            | —                            | —                            |
| 2005 | "Feels Like Heaven"                                                 | Best of / A Collection of Songs             | —                            | —                            | —                            | —                            | —                            | —                            | —                            | —                            | —                            | —                            |
| 2008 | "Longing for Lullabies" (con Kleerup)                               | Kleerup (álbum de Kleerup)                  | 7                            | 71                           | —                            | 14                           | —                            | —                            | —                            | —                            | —                            | —                            |
| 2008 | "300 Slow Days in a Row" (con Marit Bergman)                        | The Tear Collector (álbum de Marit Bergman) | —                            | —                            | —                            | —                            | —                            | —                            | —                            | —                            | —                            | —                            |
| 2008 | "Longing for Lullabies" (versión solista)                           | Hidden                                      | 42                           | —                            | —                            | —                            | —                            | —                            | —                            | —                            | —                            | —                            |
| 2008 | "Stumble to Fall"                                                   | Hidden                                      | —                            | —                            | —                            | —                            | —                            | —                            | —                            | —                            | —                            | —                            |
| 2009 | "Awakening"                                                         | Hidden                                      | 52                           | —                            | —                            | —                            | —                            | —                            | —                            | —                            | —                            | —                            |
| 2010 | "If Only Your Bed Could Cry" (con Moto Boy)                         | Hidden                                      | —                            | —                            | —                            | —                            | —                            | —                            | —                            | —                            | —                            | —                            |
| 2010 | "Side by Side" (con Theodor Jensen)                                 | Tough Love (álbum de Theodor Jensen)        | —                            | —                            | —                            | —                            | —                            | —                            | —                            | —                            | —                            | —                            |
| 2013 | "Själen av en vän"                                                  |                                             | 20                           | —                            | —                            | —                            | —                            | —                            | —                            | —                            | —                            | —                            |
| 2014 | "Drottningen är tillbaka"                                           | 13 Gården                                   | —                            | —                            | —                            | —                            | —                            | —                            | —                            | —                            | —                            | —                            |